# Échenilleur de Temminck
Coracina temminckii
Espèce
Statut de conservation UICN

 LC  : Préoccupation mineure
L'Échenilleur de Temminck (Coracina temminckii) est une espèce de passereaux de la famille des Campephagidae.

## Répartition
Il est endémique de Sulawesi.

## Habitat
Il habite les forêts humides tropicales et subtropicales en plaine et les montagnes humides tropicales et subtropicales.

## Liste des sous-espèces
Selon Alan P. Peterson, cet oiseau est représenté par trois sous-espèces :
- Coracina temminckii rileyi Meise 1931
- Coracina temminckii temminckii (Muller,S) 1843
- Coracina temminckii tonkeana (Meyer,AB) 1903